# Liste de localités des États fédérés de Micronésie
Du fait de la division des territoires et de la faible population, le concept de ville ne doit pas s'entendre au sens strict de noyau urbain. Ainsi le tableau suivant présente plus exactement les zones urbaines les plus importantes des États fédérés de Micronésie.
| Zone urbaine | État    | Île ou Archipel | Population (date du recensement)                  | Particularité                                                           |
| ------------ | ------- | --------------- | ------------------------------------------------- | ----------------------------------------------------------------------- |
| Weno         | Chuuk   | îles Truk       | 17 915 (2007)                                     | Capitale de l’État de Chuuk, plus grande ville du pays.                 |
| Colonia      | Yap     | Yap             | 3216                                              | Capitale de l’État de Yap                                               |
| Lelu         | Kosrae  | Lelu            | 2849                                              | Tofol, sise sur cette municipalité est la capitale de l’État de Kosrae. |
| Kolonia      | Pohnpei | Pohnpei         | 5095 (2000)                                       | Ancienne capitale fédérale ; Capitale de l'État de Pohnpei              |
| Palikir      | Pohnpei | Pohnpei         | 6227 intra muros ou 9000 avec son district (2009) | Capitale fédérale depuis 1989                                           |